# Боголюбов, Леонид Наумович
Леони́д Нау́мович Боголю́бов (25 марта 1930, Киев — 10 января 2018, Москва) — советский и российский педагог, доктор педагогических наук, академик отделения общего среднего образования РАО, действительный член Российской академии образования с 2001 года.

## Биография
Леонид Боголюбов окончил исторический факультет МГУ в 1953 году. После окончания университета работал учителем истории, затем преподавал в МГПИ им. В. И. Ленина с 1984 по 2008 год (ныне МПГУ). В 1966 году защитил кандидатскую диссертацию «Изучение в школьных курсах новейшей истории и обществоведения рабочего и коммунистического движения». Диссертация была защищена в академии педагогических наук РСФСР. В 1981 году — диссертацию на соискание степени доктора педагогических наук («Формирование у учащихся средней школы в процессе изучения истории умения правильно ориентироваться в общественно-политической жизни»). С 1988 года — профессор.
Действительный член Российской академии образования с 2001 года (член-корреспондент с 1995, Отделение общего среднего образования), заведующий лабораторией обществоведения Института общего среднего образования РАО.
Область научных интересов: проблемы социально-гуманитарного образования в школе, философия образования, методология и методика обучения истории и обществознанию, дидактика школьного учебника.
В начале 1990-х годов с коллективом авторов создал совершенно новый учебник «Человек и общество» для 10–11 классов, данный учебник должен был заменить советский идеологизированный и морально устаревший курс «обществоведения». Был противником разложения предмета «обществознание» на составные части и изучения их по отдельности, исходил из того, что только рассматривая общество как целое, можно увидеть основные связи и закономерности.
Автор более 90 учебников, учебных пособий и методической литературы по обществознанию для общеобразовательной школы.
Отмечен дважды в Российской Еврейской Энциклопедии (РЕЭ). Российская Еврейская Энциклопедия (РЕЭ) – первое в мировой практике специальное энциклопедическое издание, целиком посвящённое судьбам российского еврейства, его роли в жизни России и других стран мира. Евреем для РЕЭ считается тот человек, один (как минимум) из родителей которого – еврей, независимо от вероисповедания. Это определение не соответствует религиозной еврейской традиции, но соответствует секулярному общественному сознанию. 
Автор учебников по ОБЖ Л. И. Лыняная отзывалась о нём следующим образом: «Леонид Наумович сплотил вокруг себя коллектив единомышленников. Он умел подбирать талантливых людей, умел с ними работать. И когда мы берём его первый учебник, ещё вышедший задолго до стандарта, мы видим что там есть всё. Мотивационная часть, система разноуровневых заданий. Там есть всё, что необходимо учителю и даже родителю».

## Награды
- Отличник народного просвещения РСФСР
- Медаль К. Д. Ушинского